# Ceracis furcifer
Ceracis furcifer es una especie de coleóptero de la familia Ciidae.

## Distribución geográfica
Habita en San Vicente y las Granadinas y la Guayana Francesa.